# Тюркеви
Тюркеви (тур. Türkevi - тюркский/турецкий дом; англ. Turkish House) —36-этажный небоскрёб, расположенный в Манхэттене, историческом ядре Нью-Йорка , Соединённые Штаты Америки . Генеральное консульство и постоянное представительство при ООН Турецкой республики находятся в здании, принадлежащем Турецкой Республике .

## История
12-этажное и 45-метровое здание, построенное в 1958 году как административный центр IBM, было куплено Турецкой Республикой в 1977 году за 3 миллиона долларов по инициативе тогдашнего министра иностранных дел Ихсана Сабри Чаглаянгила . В здании под названием Тюркеви начали работу Генеральное консульство Турции в Нью-Йорке и прикрепленные к нему атташе, Постоянное представительство Турции при Организации Объединенных Наций, Нью-Йоркское представительство Центрального банка Турецкой Республики и Представительство Турецкой Республики Северного Кипра. Школа Ататюрка, которая предоставляет образование на турецком, проводила свои мероприятия в Нью-Йорке каждую субботу на втором этаже Türkevi. Конференц-зал на втором этаже «Тюркеви» использовался для проведения таких мероприятий, как встречи различных ассоциаций, частных лиц и организаций, при условии, что он соответствует необходимым критериям и было получено необходимое разрешение от администрации «Тюркеви».
Поскольку здание со временем стало неудовлетворять современным требованиям, возникла необходимость снести его и построить новое. В сентябре 2006 года был подписан протокол между Абдуллой Гюлем, министром иностранных дел и заместителем премьер-министра, и Зафером Чаглаяном, заместителем президента ТОББ . Здание площадью 600 м 2 планируется объединить с соседним зданием за 5,5 млн долларов  и увеличить до 1100 м 2 жилую площадь. Снос здания планировалось начать в 2011 году, но снос начался только в 2013 году и было снесено в 2017 году.
Фундамент нового здания, проект которого составил Перкинс Истман, был заложен 18 сентября 2017 года. Строительство здания взяли на себя IC İçtaş и Tishman. Официальное открытие здания, строительство которого завершено в 2021 году, состоялось 20 сентября 2021 года.

## Архитектурные особенности
В Тюркеви 36 этажей, высота 171 метр. Площадь здания составляет 1100 м 2, а площадь этажа 20 200 м 2 .  Здание, имеющее следы сельджукской и османской архитектуры, было построено в форме тюльпана.